# Сава Ипић
Сава Ипић (Нови Сад, 12. фебруар 1894 — Нови Сад, 14. април 1958) био је српски сликар.

## Биографија
Сликарство је учио у Краљевској уметничкој школи у Београду, као и у Бечу, а Академију луковних уметвости у Кракову 1925. Потом се вратио у Нови Сад. Највише је сликао новосадске мотиве, најчешће пределе Салајке, Подбаре и Шангаја. Поред предела и пејзажа, сликао је портрете, актове и већи број аутопортрета.
Бавио се и скулптуром и фотографијом. Излагао је на заједничким изложбама у Београду и Новом Саду. Самостално је излагао у Новом Саду 1929, 1931, 1932, 1952 и 1955. Посмртно је организована изложба слика 1979.